# Ascleranoncodes
Ascleranoncodes es un género de coleóptero de la familia Oedemeridae.

## Especies
Las especies de este género son:
- Ascleranoncodes bicoloripes
- Ascleranoncodes bilyi
- Ascleranoncodes dedicatus
- Ascleranoncodes horaki
- Ascleranoncodes jakli
- Ascleranoncodes luzonensis
- Ascleranoncodes petrlubosi
- Ascleranoncodes sulawesianus
- Ascleranoncodes tristis